# Redcastle Ridge
Redcastle Ridge ist ein burgartiger Gebirgskamm aus rotem und schwarzem Vulkangestein an der Borchgrevink-Küste des ostantarktischen Viktorialands. Als Teil der nördlichen Hallett-Halbinsel ragt er zwischen dem Arneb-Gletscher und dem Mündungsgebiet des Edisto-Gletschers auf.
Den deskriptiven Namen verliehen ihm Teilnehmer einer von 1957 bis 1958 durchgeführten Kampagne der New Zealand Geological Survey Antarctic Expedition.